# Chlorek sodu
Chlorek sodu, NaCl – nieorganiczny związek chemiczny z grupy chlorków, sól kwasu solnego i sodu. Stanowi podstawowy składnik soli kuchennej, soli warzonej i soli drogowej.

## Występowanie
W przyrodzie występuje m.in. jako halit, minerał tworzący pokłady soli kamiennej, a w postaci rozpuszczonej w wodzie morskiej oraz w wodach mineralnych (najwięcej w tzw. solankach). Chlorek sodu jest także składnikiem płynów pozakomórkowych organizmów żywych (zwłaszcza zwierzęcych).

## Właściwości termochemiczne
|      | kryształ | gaz    | jednostka |
| ΔHof | −98,27   | −42,22 | kcal/mol  |
| ΔGof | −91,82   | −47,00 | kcal/mol  |
| So   | 17,24    | 54,90  | cal/mol·K |
| Cp   | 12,07    | 8,55   | cal/mol·K |

## Zastosowanie
Chlorek sodu stosowany jest jako środek spożywczy, nadający jedzeniu słony smak. Jest także używany w przemyśle szklarskim i garbarstwie oraz do konserwacji żywności. Stanowi surowiec do otrzymywania kwasu solnego, sodu, chloru, wodorotlenku sodu i węglanu sodu (sody).
Jest wykorzystywany do roztapiania śniegu i lodu z ulic i chodników, gdyż roztwór wody i chlorku sodu zamarza przy bardzo niskich temperaturach.
Jest używany w spektroskopii oraz w chłodnictwie (z lodem tworzy mieszaninę oziębiającą, w tym przypadku temperatura tego roztworu może wynosić nawet −21,5 °C).

## Znaczenie biologiczne
Chlorek sodu, spożywany zwykle jako sól kuchenna, jest głównym źródłem jonów Na+ i Cl− dla ludzi i zwierząt. Jony Na+ odgrywają kluczową rolę w wielu procesach fizjologicznych od gospodarki wodnej, przez utrzymywanie stałego ciśnienia krwi, po działanie układu nerwowego. Spożywanie chlorku sodu jest niezbędne do życia, a jego dzienne zapotrzebowanie u dorosłego człowieka wynosi około 5 g. Współczesna dieta dostarcza zwykle kilkukrotnie większą ilość soli. Jest ona obecna w większości produktów spożywczych, jak choćby chleb, masło, sery, wędliny itp. Szacuje się, że dzienne spożycie soli w Polsce w przeliczeniu na osobę wynosi ok. 11 g.
Badania naukowe udowodniły związek między nadmiernym spożyciem soli kuchennej i rozwojem nadciśnienia tętniczego.
0,9% roztwór wodny chlorku sodu, nazywany solą fizjologiczną, jest używany w medycynie jako płyn infuzyjny. Roztwór o takim stężeniu jest izoosmolarny z osoczem krwi.